# Lower Hamberg Lake
Der Lower Hamberg Lake ist der nördlichste und, wie sein englischer Name besagt, der niedrigstgelegene der Hamberg Lakes auf Südgeorgien im Südatlantik. Der unregelmäßig geformte See ist rund 1,2 km lang und 300 m breit. Er liegt westlich des Hestesletten und südöstlich des Junction Valley.
Das UK Antarctic Place-Names Committee benannte ihn 2004. Namensgeber ist der schwedische Geograph, Mineraloge und Arktisforscher Axel Hamberg (1863–1933).